# Мост на Конституцията
Мост на Конституцията (на италиански: Ponte della Costituzione) е мост, разположен над Канал Гранде във Венеция, Италия. Съоръжението е проектирано от испанския архитект Сантяго Калатрава и целта му е да свързва Пиацале Рома и железопътната гара Санта Лучия.
Мостът е инсталиран през 2008 г. и е отворен за обществеността през нощта на 11 септември 2008 г. Мостът първоначално е бил известен като „Quarto Ponte sul Canal Grande“, преди официалното име да бъде прието за честването на 60-годишнината от италианската конституция.
Туристите и местните жители във Венеция обичайно наричат моста Калатрава (на италиански: Ponte di Calatrava).